# Plesso di Meissner

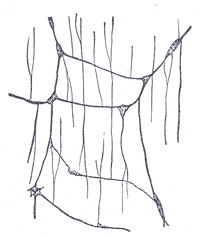
Plesso sottomucoso di coniglio.

Il plesso di Meissner o plesso sottomucoso è un plesso nervoso intercalato nella tonaca sottomucosa del tubo gastroenterico; insieme al plesso di Auerbach va a formare il sistema nervoso enterico.
Esso consta di una ricca popolazione di interneuroni e riceve informazioni di diverso tipo dai neuroni sensoriali; questi ultimi possono essere stimolati sia alla distensione della parete (meccanocettori) sia al rilascio di sostanze chimiche all'interno del lume o sulla tonaca mucosa (chemocettori), è un plesso nervoso con importante significato di controllo dell'attività di secrezione ghiandolare.
Prende il nome dall'anatomista Georg Meissner.